# Orhan Dragaš
Orhan Dragaš je srpski stručnjak za bezbednost i međunarodne odnose i publicista. Osnivač je i direktor Međunarodnog instituta za bezbednost, sa sedištem u Beogradu.

## Biografija

### Obrazovanje
Orhan Dragaš je rođen u Prizrenu, Srbija, Kosovo i Metohija. Osnovnu školu je završio u Dragašu (Srbija, Kosovo i Metohija), srednju elektrotehničku školu u Prizrenu i fakultet (diplomirani tehnolog) u Beogradu. Doktorirao je 2012. godine na Evropskom univerzitetu u Briselu na temu „Savremeni sistemi nacionalne bezbednosti i obaveštajno-bezbednosna zajednica“. Post-doktorsko usavršavanje nastavio je na Londonskoj školi ekonomskih i političkih nauka (LSE), kurs „Biznis, međunarodne relacije i politička ekonomija“ (2018), na Univerzitetu Jejl (Jejlska škola menadžmenta), kurs „Ubrzani menadžmentski program“ (2019), kao i na Univerzitetu Oksford „Program izvršnog rukovodstva” (2020). Oženjen je Nenom, sa kojom ima četvoro dece, kćerku Anđelu i sinove Luku, Andreja i Stefana.

### Naučni i istraživački rad
Orhan Dragaš je osnivač Međunarodnog instituta za bezbednost, čije je sedište u Beogradu. Ova ekspertska, nevladina organizacija okuplja stručnjake iz oblasti prava, bezbednosti, diplomatije, ekonomije, komunikacija… i sarađuje sa brojnim vladinim i profesionalnim organizacijama u Srbiji, na Balkanu i jugoistočnoj Evropi. On se bavi istraživanjima i konsaltingom u oblasti politike, bezbednosti i međunarodnih integracija, posebno EU i NATO
Početkom 2005. godine u Beogradu je osnovao fakultet „Akademija za diplomatiju i bezbednost“, prvi takvog profila u istočnoj Evropi. Kao predavači, na Akademiji su radili najuticajniji profesori, naučnici i istraživači iz Srbije i zemalja regiona. Objavljuje intervjue i kolumne u medijima u Srbiji i na Balkanu, na aktuelne političke, ekonomske i bezbednosne teme, kao i članke iz oblasti međunarodnih odnosa i bezbednosti u naučno-stručnim časopisima i u okviru ekspertskih konferencija, u okviru međunarodne naučne konferencije „Odnosi Srbije i Sjedinjenih Država”.

### Politički i društveni aktivizam
Orhan Dragaš je devedesetih godina 20. veka aktivno bio uključen u borbu protiv režima tadašnjeg predsednika Srbije Slobodana Miloševića. Bio je istaknuti član najveće opozicione partije Srpski pokret obnove, kao i potpredsednik njenog podmlatka (Klub mladih SPO). U to vreme organizovao je i predvodio brojne akcije i kampanje usmerene ka promociji ljudskih prava, pomirenja u regionu Balkana i protiv rata. Takođe, aktivno je učestvovao u sprovođenju brojnih međunarodnih projekata na temu demokratizacije Srbije i Balkana i promocije građanskih sloboda i integracija u EU i NATO.

## Knjige
Dragaš je 2009. godine objavio knjigu Savremena obaveštajno-bezbednosna zajednica, utopija ili realnost, koja je 2018. godine doživela drugo, dopunjeno i izmenjeno izdanje i služi kao literatura u nastavi međunarodnih odnosa i bezbednosti na univerzitetima u Srbiji i istočnoj Evropi.
U junu 2019. godine objavio je knjigu Dva lica globalizacije – istina i obmane, koja je u jesen iste godine objavljena kroz drugo, dopunjeno izdanje, kao i na engleskom jeziku, za područje Srbije. Ova studija se bavi stanjem globalizacije i njenim posledicama deset godina nakon globalne krize 2008. Autor predgovora za drugo izdanje, kao i izdanje na engleskom jeziku je Tamas Dejvid-Baret, profesor na Univerzitetu Oksford, a među recenzentima su Stiv H. Hanke (Džon Hopkins univerzitet), Martin Vulf (Fajnanšal Tajms), Emre Alkin (Altinbas univerzitet, Istanbul), Nil Duli (Saseks univerzitet), Danijel Lakal, Džonatan Grant (Kings koledž), Džang Jiadong (Fudanski univerzitet).